# Sutherland (Nebraska)
Sutherland is een plaats (village) in de Amerikaanse staat Nebraska, en valt bestuurlijk gezien onder Lincoln County.

## Demografie
Bij de volkstelling in 2000 werd het aantal inwoners vastgesteld op 1129.
In 2006 is het aantal inwoners door het United States Census Bureau geschat op 1237, een stijging van 108 (9,6%).

## Geografie
Volgens het United States Census Bureau beslaat de plaats een oppervlakte van
2,4 km², geheel bestaande uit land.

## Plaatsen in de nabije omgeving
De onderstaande figuur toont nabijgelegen plaatsen in een straal van 36 km rond Sutherland.